# Final Fight (jeu vidéo)
Pour les articles homonymes, voir Final Fight (homonymie).
Final Fight (ファイナルファイト, Fainaru Faito) est un jeu vidéo de type Beat them up développé et édité par Capcom sur système d'arcade CP System en 1989. Considéré comme une référence du genre, le jeu a rencontré un important succès populaire et a été porté sur divers plates-formes,.
Ce jeu est le premier volet de la série Final Fight.

## Trame
Dans les années 1990, Metro City est rongée par le crime et la violence. Nouvellement élu maire, l'ancien catcheur professionnel Mike Haggar est décidé à éliminer les gangs qui font régner la terreur sur sa ville. Afin de l'en empêcher, Mad Gear, une puissante organisation criminelle, enlève sa fille Jessica et tente de le corrompre.
Haggar n'étant pas si facilement impressionnable, il contacte alors Cody, le petit ami de Jessica, et Guy, tous deux rompus aux arts martiaux et au combat de rue. Les trois hommes décident de se faire justice eux-mêmes, et s'enfoncent dans les bas quartiers de Metro City à la recherche de Jessica.

## Système de jeu

### Généralités
Tout comme Street Fighter II qui révolutionnera, deux ans plus tard, le genre du jeu de combat, Final Fight devient à sa sortie en 1989 le nouveau mètre étalon du beat them up, au détriment de la série Double Dragon.
Le système de jeu est basé sur trois boutons : le premier pour les coups, le deuxième pour le saut et le troisième pour s'échapper quand un ennemi tel qu'Andore (ou ses variantes), Edi. E ou Abigail vous saisit. En appuyant simultanément sur les deux boutons, le personnage effectue un coup spécial qui lui permet de se débarrasser d'un grand nombre d'ennemis à la fois, au prix d'une légère perte d'énergie. La progression dans les niveaux se fait de gauche à droite, mais également en profondeur. Chaque niveau se termine par un inévitable boss. Il est également possible de ramasser des armes (couteau, tuyau et katana), mais aucune arme à feu n'est disponible, bien que certains boss en soient équipés.
Le jeu propose un mode multijoueur à deux joueurs en simultané.

### Personnages jouables
Le joueur peut choisir entre trois personnages, Cody, Guy et Haggar, chacun d'eux ayant ses forces et faiblesses.
Cody, 22 ans et petit ami de Jessica, est un expert en arts martiaux. Il excelle au maniement de couteaux.
- Taille : 183 cm
- Poids : 85 kg
- Force et faiblesse : rapidité et puissance équilibrées.
- Avantage : peut garder un couteau pour donner des coups au corps à corps. À distance, il peut le lancer.
- Arme de préférence : couteau
- Coup spécial : Hurricane kick
- Prise(s) : prise de judo

Guy, 24 ans, est un maître en ninjutsu.
- Taille : 178 cm
- Poids : 72 kg
- Force et faiblesse : rapide mais faible.
- Avantage : peut utiliser les murs pour se lancer vers ses adversaires (Off-the-wall jump).
- Arme de préférence : katana
- Coup spécial : Bushin hurricane kick
- Prise(s) : prise de judo

Haggar, maire de Metro City, est un ancien catcheur. Âgé de 46 ans, il est le père de Jessica.
- Taille : 201 cm
- Poids : 135 kg
- Force et faiblesse : fort mais lent.
- Avantage : donne des coups de katana et de tuyau plus rapide que Guy et Cody.
- Arme de préférence : tuyau
- Coup spécial : Spinning clothesline
- Prise(s) : German suplex et Piledriver.

### Niveaux
Le jeu comporte six niveaux colorés et variés, ainsi que deux niveaux bonus.
Le 1er niveau, Slum, est le plus facile et le plus court. Le personnage traverse un quartier misérable rempli de malfaisants pour trouver le boss, Damnd, qui a enlevé Jessica. Après avoir été battu, il avoue ne plus détenir la jeune fille.
Dans le 2d niveau, Subway, le personnage se bat dans une station de métro puis dans une rame. Le niveau se termine sur un ring, pour un affrontement avec le boss Sodom, un samouraï armé de katanas.
Le 1er niveau bonus consiste à détruire une voiture appartenant à Dug, un membre du gang Mad Gear dans un temps limité. Un tuyau est disponible pour l'aider. Ce niveau sera repris comme niveau bonus dans Street Fighter II.
Le 3e niveau, West Side, se déroule la nuit, près d'un restaurant puis dans un bar. Le géant Andore Jr. capture le personnage et l'emmène dans une arène où les membres de la famille Andore l'attendent. Après avoir battu tous les malfaisants, le personnage rencontre Edi E., un agent de police corrompu qui utilise sa matraque et son arme à feu.
Dans le 4e niveau, Industry Area, le héros entre dans une usine contrôlée par Mad Gear (dans la première partie, des flammes passent à travers la grille du plancher). Il entre dans un ascenseur, le boss Rolento, un militaire qui se bat avec un bâton et des grenades l'attend quand l'ascenseur s'arrête. Le personnage de Rolento sera repris dans certains épisodes de la série Street Fighter Alpha.
Le 2d niveau bonus consiste à briser le plus de vitres possibles dans un temps limité.
Le 5e niveau, Bay Area, se déroule le long d'une baie. Le personnage traverse d'abord un quai, des toilettes publiques vandalisées, puis retourne sur la baie pour combattre le boss, Abigail.
Le 6e et dernier niveau, Up Town, se passe dans un gratte-ciel. Le héros commence sur une terrasse puis continue à l'intérieur du bâtiment au sommet duquel l'attend le dernier boss, Belger, assis sur un fauteuil roulant électrique et armé d'une arbalète.

## Développement
Final Fight était à l'origine prévu pour être une suite à Street Fighter et devait s'appeler Street Fighter '89.
Équipe de développement
- Planificateurs : Pon G, Akira Nishitani (NIN), Akiman
- Programmeurs : Kanekon, Shin, Tomiyan, Yokoyan
- Conception des personnages : S.Y., Tissue, Prince
- Conception des décors : Mikman, Okachan, Fukumary, Nissui
- Musique : Youki Chan's Papa (Yoshihiro Sakaguchi)

## Versions
- 1989 : Borne d'arcade

Le jeu d'arcade fonctionne sur le système CP System.
- 1990 : Super Nintendo

Premier portage à voir le jour, la version Super Nintendo subit diverses amputations : le quatrième niveau et le mode deux joueurs ont été retirés et seuls deux personnages sont jouables. Deux versions différentes sont sorties : Final Fight (1990), dans lequel seuls Haggar et Cody sont disponibles et Final Fight Guy (1992), dans lequel seuls Haggar et Guy sont disponibles. En 2007, cette version a été rééditée sur la Console virtuelle de la Wii.
- 1991 : Amiga, Atari ST, Commodore 64, Amstrad CPC, ZX Spectrum

Les versions micro-ordinateurs 8 et 16 bits ont été développées par Creative Materials et édité par U.S. Gold. Sur Amiga et Atari ST, le jeu a reçu des appréciations contrastées par la presse tandis que les versions 8 bits ont généralement été dépréciées.
- 1992 - Sharp X68000
- 1993 - Mega-CD

Final Fight CD comporte tous les personnages, des niveaux supplémentaires, des musiques réorchestrées pour profiter du support CD ainsi qu'un mode time attack. Deux boss changent de nom : Damnd est rebaptisé Thrasher et Sodom est rebaptisé Katana.
- 2001 - Game Boy Advance

La version GBA, intitulée Final Fight One, comprend tous les personnages et tous les niveaux de la version arcade, ainsi que deux personnages cachés, Alpha Cody et Alpha Guy, inexistants dans la version originale.
- 2006 - Xbox, PlayStation Portable, PlayStation 2, Final Fight Streetwise en version 3D
- 2010 - Xbox 360, PlayStation 3 (Xbox Live Arcade et PlayStation Network), intitulée Final Fight Double Impact, il s'agit d'une compilation de Final Fight, et Magic Sword. Les sons & musiques sont remasterisés, les jeux disposent aussi d'un mode online, et de nouveaux filtres HD.

## Postérité
Le jeu est l'une des entrées de l'ouvrage Les 1001 jeux vidéo auxquels il faut avoir joué dans sa vie.